# Comité Paralímpico Polaco
El Comité Paralímpico Polaco (en polaco: Polski Komitet Paralimpijski) es el comité paralímpico nacional que representa a Polonia. Esta organización es la responsable de las actividades deportivas paralímpicas en el país. Es miembro del Comité Paralímpico Internacional y del Comité Paralímpico Europeo.